# 蕭大威
蕭 大威（しょう だいい、大同5年（539年）- 大宝2年8月17日（551年10月2日））は、南朝梁の皇族。武寧王。字は仁容。

## 経歴
簡文帝蕭綱の十五男として生まれた。母は范夫人。挙措や態度が美しく、眉目は絵のようであった。
大宝元年（550年）10月、武寧郡王に封じられた。
大宝2年（551年）、信威将軍・丹陽尹として出向した。8月、侯景が簡文帝を廃位すると、大威は殺害された。享年は13。

## 伝記資料
- 『梁書』巻44 列伝第38
- 『南史』巻54 列伝第44